# Niklas Süle
Niklas Süle (IPA: [ˈnɪkˌlas ˈzʏlə]; Francoforte, 3 settembre 1995) è un calciatore tedesco, difensore del Borussia Dortmund.

## Caratteristiche tecniche
Difensore centrale dalla stazza fisica imponente (195 cm per quasi 100 kg di peso), abile nel gioco aereo, è dotato di una buona aggressività e di un discreto senso della posizione, che lo rendono bravo negli anticipi e nei contrasti, talvolta anche con interventi piuttosto rudi; preciso nei passaggi, specialmente con il piede destro, dispone anche di un potente tiro dalla distanza.

## Carriera

### Club
L'11 maggio 2013 debutta in Bundesliga con la maglia dell'Hoffenheim nell'incontro perso per 1-4 contro l'Amburgo, partendo da titolare. Il 15 gennaio 2017 il Bayern Monaco annuncia l'acquisto del giocatore, che entra a far parte della rosa della squadra bavarese a partire dal 1º luglio seguente.
Il 7 febbraio 2022 viene annunciato l’ingaggio a parametro zero da parte del Borussia Dortmund, con cui firma un contratto di 5 anni.

### Nazionale
Con la nazionale Under-17 tedesca ha preso parte al campionato europeo di calcio Under-17 2012. Nell'estate 2016 prende parte alle Olimpiadi di Rio, manifestazione in cui la squadra tedesca si aggiudica la medaglia d'argento, per poi debuttare il 31 agosto seguente con la nazionale tedesca, giocando da titolare nell'amichevole contro la Finlandia. Viene convocato per la Confederation Cup, manifestazione vinta dalla nazionale tedesca e in cui Süle scende in campo in quattro partite.

## Statistiche

### Presenze e reti nei club
Statistiche aggiornato all'11 maggio 2024.
| Stagione                 | Squadra                  | Campionato               | Campionato | Campionato | Coppe nazionali | Coppe nazionali | Coppe nazionali | Coppe continentali | Coppe continentali | Coppe continentali | Altre coppe | Altre coppe | Altre coppe | Totale | Totale |
| Stagione                 | Squadra                  | Comp                     | Pres       | Reti       | Comp            | Pres            | Reti            | Comp               | Pres               | Reti               | Comp        | Pres        | Reti        | Pres   | Reti   |
| ------------------------ | ------------------------ | ------------------------ | ---------- | ---------- | --------------- | --------------- | --------------- | ------------------ | ------------------ | ------------------ | ----------- | ----------- | ----------- | ------ | ------ |
| 2012-2013                | Hoffenheim II            | RL                       | 4          | 0          | -               | -               | -               | -                  | -                  | -                  | -           | -           | -           | 4      | 0      |
| ago. 2013                | Hoffenheim II            | RL                       | 2          | 0          | -               | -               | -               | -                  | -                  | -                  | -           | -           | -           | 2      | 0      |
| Totale Hoffenheim 2      | Totale Hoffenheim 2      | Totale Hoffenheim 2      | 6          | 0          |                 | -               | -               |                    | -                  | -                  |             | -           | -           | 6      | 0      |
| 2012-2013                | Hoffenheim               | BL                       | 2+2        | 0+0        | CG              | 0               | 0               | -                  | -                  | -                  | -           | -           | -           | 4      | 0      |
| 2013-2014                | Hoffenheim               | BL                       | 25         | 4          | CG              | 3               | 1               | -                  | -                  | -                  | -           | -           | -           | 28     | 5      |
| 2014-2015                | Hoffenheim               | BL                       | 15         | 1          | CG              | 2               | 0               | -                  | -                  | -                  | -           | -           | -           | 17     | 1      |
| 2015-2016                | Hoffenheim               | BL                       | 33         | 0          | CG              | 1               | 0               | -                  | -                  | -                  | -           | -           | -           | 34     | 0      |
| 2016-2017                | Hoffenheim               | BL                       | 33         | 2          | CG              | 1               | 0               | -                  | -                  | -                  | -           | -           | -           | 34     | 2      |
| Totale Hoffenheim        | Totale Hoffenheim        | Totale Hoffenheim        | 108+2      | 7          |                 | 7               | 1               |                    | -                  | -                  |             | -           | -           | 117    | 8      |
| 2017-2018                | Bayern Monaco            | BL                       | 27         | 2          | CG              | 5               | 0               | UCL                | 9                  | 0                  | SG          | 1           | 0           | 42     | 2      |
| 2018-2019                | Bayern Monaco            | BL                       | 31         | 2          | CG              | 4               | 0               | UCL                | 6                  | 0                  | SG          | 1           | 0           | 42     | 2      |
| 2019-2020                | Bayern Monaco            | BL                       | 8          | 0          | CG              | 1               | 0               | UCL                | 7                  | 0                  | SG          | 1           | 0           | 17     | 0      |
| 2020-2021                | Bayern Monaco            | BL                       | 20         | 1          | CG              | 2               | 0               | UCL                | 7                  | 1                  | SG+SU+Cmc   | 1+1+2       | 0           | 33     | 2      |
| 2021-2022                | Bayern Monaco            | BL                       | 28         | 1          | CG              | 2               | 0               | UCL                | 7                  | 0                  | SG          | 1           | 0           | 38     | 1      |
| Totale Bayern Monaco     | Totale Bayern Monaco     | Totale Bayern Monaco     | 114        | 6          |                 | 14              | 0               |                    | 36                 | 1                  |             | 8           | 0           | 172    | 7      |
| 2022-2023                | Borussia Dortmund        | BL                       | 29         | 2          | CG              | 4               | 0               | UCL                | 8                  | 0                  | -           | -           | -           | 41     | 2      |
| 2023-2024                | Borussia Dortmund        | BL                       | 23         | 1          | CG              | 2               | 0               | UCL                | 6                  | 0                  | -           | -           | -           | 31     | 1      |
| Totale Borussia Dortmund | Totale Borussia Dortmund | Totale Borussia Dortmund | 52         | 3          |                 | 6               | 0               |                    | 14                 | 0                  |             | -           | -           | 72     | 3      |
| Totale carriera          | Totale carriera          | Totale carriera          | 282        | 16         |                 | 27              | 1               |                    | 50                 | 1                  |             | 8           | 0           | 367    | 18     |

### Cronologia presenze e reti in nazionale
| Cronologia completa delle presenze e delle reti in nazionale ― Germania | Cronologia completa delle presenze e delle reti in nazionale ― Germania | Cronologia completa delle presenze e delle reti in nazionale ― Germania | Cronologia completa delle presenze e delle reti in nazionale ― Germania | Cronologia completa delle presenze e delle reti in nazionale ― Germania | Cronologia completa delle presenze e delle reti in nazionale ― Germania | Cronologia completa delle presenze e delle reti in nazionale ― Germania | Cronologia completa delle presenze e delle reti in nazionale ― Germania |
| Data                                                                    | Città                                                                   | In casa                                                                 | Risultato                                                               | Ospiti                                                                  | Competizione                                                            | Reti                                                                    | Note                                                                    |
| ----------------------------------------------------------------------- | ----------------------------------------------------------------------- | ----------------------------------------------------------------------- | ----------------------------------------------------------------------- | ----------------------------------------------------------------------- | ----------------------------------------------------------------------- | ----------------------------------------------------------------------- | ----------------------------------------------------------------------- |
| 31-8-2016                                                               | Mönchengladbach                                                         | Germania                                                                | 2 – 0                                                                   | Finlandia                                                               | Amichevole                                                              | -                                                                       | 58’                                                                     |
| 6-6-2017                                                                | Brøndby                                                                 | Danimarca                                                               | 1 – 1                                                                   | Germania                                                                | Amichevole                                                              | -                                                                       |                                                                         |
| 19-6-2017                                                               | Soči                                                                    | Australia                                                               | 2 – 3                                                                   | Germania                                                                | Conf. Cup 2017 - 1º turno                                               | -                                                                       | 63’                                                                     |
| 22-6-2017                                                               | Kazan'                                                                  | Germania                                                                | 1 – 1                                                                   | Cile                                                                    | Conf. Cup 2017 - 1º turno                                               | -                                                                       |                                                                         |
| 25-6-2017                                                               | Soči                                                                    | Germania                                                                | 3 – 1                                                                   | Camerun                                                                 | Conf. Cup 2017 - 1º turno                                               | -                                                                       |                                                                         |
| 2-7-2017                                                                | San Pietroburgo                                                         | Cile                                                                    | 0 – 1                                                                   | Germania                                                                | Conf. Cup 2017 - Finale                                                 | -                                                                       | 92’                                                                     |
| 8-10-2017                                                               | Kaiserslautern                                                          | Germania                                                                | 5 – 1                                                                   | Azerbaigian                                                             | Qual. Mondiali 2018                                                     | -                                                                       | 22’                                                                     |
| 14-11-2017                                                              | Colonia                                                                 | Germania                                                                | 2 – 2                                                                   | Francia                                                                 | Amichevole                                                              | -                                                                       |                                                                         |
| 27-3-2018                                                               | Berlino                                                                 | Germania                                                                | 0 – 1                                                                   | Brasile                                                                 | Amichevole                                                              | -                                                                       | 68’                                                                     |
| 2-6-2018                                                                | Klagenfurt                                                              | Austria                                                                 | 2 – 1                                                                   | Germania                                                                | Amichevole                                                              | -                                                                       |                                                                         |
| 8-6-2018                                                                | Leverkusen                                                              | Germania                                                                | 2 – 1                                                                   | Arabia Saudita                                                          | Amichevole                                                              | -                                                                       | 46’                                                                     |
| 27-6-2018                                                               | Kazan'                                                                  | Corea del Sud                                                           | 2 – 0                                                                   | Germania                                                                | Mondiali 2018 - 1º turno                                                | -                                                                       |                                                                         |
| 9-9-2018                                                                | Sinsheim                                                                | Germania                                                                | 2 – 1                                                                   | Perù                                                                    | Amichevole                                                              | -                                                                       |                                                                         |
| 16-10-2018                                                              | Saint-Denis                                                             | Francia                                                                 | 2 – 1                                                                   | Germania                                                                | UEFA Nations League 2018-2019 - 1º turno                                | -                                                                       |                                                                         |
| 15-11-2018                                                              | Lipsia                                                                  | Germania                                                                | 3 – 0                                                                   | Russia                                                                  | Amichevole                                                              | 1                                                                       |                                                                         |
| 19-11-2018                                                              | Gelsenkirchen                                                           | Germania                                                                | 2 – 2                                                                   | Paesi Bassi                                                             | UEFA Nations League 2018-2019 - 1º turno                                | -                                                                       |                                                                         |
| 20-3-2019                                                               | Wolfsburg                                                               | Germania                                                                | 1 – 1                                                                   | Serbia                                                                  | Amichevole                                                              | -                                                                       |                                                                         |
| 24-3-2019                                                               | Amsterdam                                                               | Paesi Bassi                                                             | 2 – 3                                                                   | Germania                                                                | Qual. Euro 2020                                                         | -                                                                       |                                                                         |
| 8-6-2019                                                                | Barysaŭ                                                                 | Bielorussia                                                             | 0 – 2                                                                   | Germania                                                                | Qual. Euro 2020                                                         | -                                                                       |                                                                         |
| 11-6-2019                                                               | Magonza                                                                 | Germania                                                                | 8 – 0                                                                   | Estonia                                                                 | Qual. Euro 2020                                                         | -                                                                       |                                                                         |
| 6-9-2019                                                                | Amburgo                                                                 | Germania                                                                | 2 – 4                                                                   | Paesi Bassi                                                             | Qual. Euro 2020                                                         | -                                                                       |                                                                         |
| 9-9-2019                                                                | Belfast                                                                 | Irlanda del Nord                                                        | 0 – 2                                                                   | Germania                                                                | Qual. Euro 2020                                                         | -                                                                       |                                                                         |
| 9-10-2019                                                               | Dortmund                                                                | Germania                                                                | 2 – 2                                                                   | Argentina                                                               | Amichevole                                                              | -                                                                       |                                                                         |
| 13-10-2019                                                              | Tallinn                                                                 | Estonia                                                                 | 0 – 3                                                                   | Germania                                                                | Qual. Euro 2020                                                         | -                                                                       |                                                                         |
| 3-9-2020                                                                | Stoccarda                                                               | Germania                                                                | 1 – 1                                                                   | Spagna                                                                  | UEFA Nations League 2020-2021 - 1º turno                                | -                                                                       |                                                                         |
| 6-9-2020                                                                | Basilea                                                                 | Svizzera                                                                | 1 – 1                                                                   | Germania                                                                | UEFA Nations League 2020-2021 - 1º turno                                | -                                                                       | 29’ 62’                                                                 |
| 10-10-2020                                                              | Kiev                                                                    | Ucraina                                                                 | 1 – 2                                                                   | Germania                                                                | UEFA Nations League 2020-2021 - 1º turno                                | -                                                                       |                                                                         |
| 14-11-2020                                                              | Lipsia                                                                  | Germania                                                                | 3 – 1                                                                   | Ucraina                                                                 | UEFA Nations League 2020-2021 - 1º turno                                | -                                                                       |                                                                         |
| 17-11-2020                                                              | Siviglia                                                                | Spagna                                                                  | 6 – 0                                                                   | Germania                                                                | UEFA Nations League 2020-2021 - 1º turno                                | -                                                                       | 46’                                                                     |
| 2-6-2021                                                                | Innsbruck                                                               | Germania                                                                | 1 – 1                                                                   | Danimarca                                                               | Amichevole                                                              | -                                                                       |                                                                         |
| 7-6-2021                                                                | Düsseldorf                                                              | Germania                                                                | 7 – 1                                                                   | Lettonia                                                                | Amichevole                                                              | -                                                                       | 61’                                                                     |
| 19-6-2021                                                               | Monaco di Baviera                                                       | Portogallo                                                              | 2 – 4                                                                   | Germania                                                                | Euro 2020 - 1º turno                                                    | -                                                                       | 73’                                                                     |
| 2-9-2021                                                                | San Gallo                                                               | Liechtenstein                                                           | 0 – 2                                                                   | Germania                                                                | Qual. Mondiali 2022                                                     | -                                                                       |                                                                         |
| 5-9-2021                                                                | Stoccarda                                                               | Germania                                                                | 6 – 0                                                                   | Armenia                                                                 | Qual. Mondiali 2022                                                     | -                                                                       |                                                                         |
| 8-9-2021                                                                | Reykjavík                                                               | Islanda                                                                 | 0 – 4                                                                   | Germania                                                                | Qual. Mondiali 2022                                                     | -                                                                       | 59’                                                                     |
| 8-10-2021                                                               | Amburgo                                                                 | Germania                                                                | 2 – 1                                                                   | Romania                                                                 | Qual. Mondiali 2022                                                     | -                                                                       |                                                                         |
| 11-10-2021                                                              | Skopje                                                                  | Macedonia del Nord                                                      | 0 – 4                                                                   | Germania                                                                | Qual. Mondiali 2022                                                     | -                                                                       |                                                                         |
| 4-6-2022                                                                | Bologna                                                                 | Italia                                                                  | 1 – 1                                                                   | Germania                                                                | UEFA Nations League 2022-2023 - 1º turno                                | -                                                                       |                                                                         |
| 11-6-2022                                                               | Budapest                                                                | Ungheria                                                                | 1 – 1                                                                   | Germania                                                                | UEFA Nations League 2022-2023 - 1º turno                                | -                                                                       |                                                                         |
| 14-6-2022                                                               | Mönchengladbach                                                         | Germania                                                                | 5 – 2                                                                   | Italia                                                                  | UEFA Nations League 2022-2023 - 1º turno                                | -                                                                       | 87’                                                                     |
| 23-9-2022                                                               | Lipsia                                                                  | Germania                                                                | 0 – 1                                                                   | Ungheria                                                                | UEFA Nations League 2022-2023 - 1º turno                                | -                                                                       |                                                                         |
| 26-9-2022                                                               | Londra                                                                  | Inghilterra                                                             | 3 – 3                                                                   | Germania                                                                | UEFA Nations League 2022-2023 - 1º turno                                | -                                                                       |                                                                         |
| 23-11-2022                                                              | Al Rayyan                                                               | Germania                                                                | 1 – 2                                                                   | Giappone                                                                | Amichevole                                                              | -                                                                       |                                                                         |
| 27-11-2022                                                              | Al Khor                                                                 | Spagna                                                                  | 1 – 1                                                                   | Germania                                                                | Mondiali 2022 - 1º turno                                                | -                                                                       |                                                                         |
| 1-12-2022                                                               | Al Khor                                                                 | Costa Rica                                                              | 2 – 4                                                                   | Germania                                                                | Mondiali 2022 - 1º turno                                                | -                                                                       | 90+5’                                                                   |
| 9-9-2023                                                                | Wolfsburg                                                               | Germania                                                                | 1 – 4                                                                   | Giappone                                                                | Amichevole                                                              | -                                                                       | 25’                                                                     |
| 12-9-2023                                                               | Dortmund                                                                | Germania                                                                | 2 – 1                                                                   | Francia                                                                 | Amichevole                                                              | -                                                                       |                                                                         |
| 14-10-2023                                                              | East Hartford                                                           | Stati Uniti                                                             | 1 – 3                                                                   | Germania                                                                | Amichevole                                                              | -                                                                       | 62’                                                                     |
| 17-10-2023                                                              | Filadelfia                                                              | Messico                                                                 | 2 – 2                                                                   | Germania                                                                | Amichevole                                                              | -                                                                       | 59’                                                                     |
| Totale                                                                  |                                                                         | Presenze                                                                | 49                                                                      |                                                                         | Reti                                                                    | 1                                                                       |                                                                         |

## Palmarès

### Club

#### Competizioni nazionali
- Campionato tedesco: 5

Bayern Monaco: 2017-2018, 2018-2019, 2019-2020, 2020-2021, 2021-2022
- Coppa di Germania: 2

Bayern Monaco: 2018-2019, 2019-2020
- Supercoppa di Germania: 4

Bayern Monaco: 2017, 2018, 2020, 2021

#### Competizioni internazionali
- UEFA Champions League: 1

Bayern Monaco: 2019-2020
- Supercoppa UEFA: 1

Bayern Monaco: 2020
- Coppa del mondo per club: 1

Bayern Monaco: 2020

### Nazionale
- Argento olimpico: 1

Rio de Janeiro 2016
- Confederations Cup: 1

Russia 2017